# Aeroportul Internațional Ciudad Acuña
Aeroportul Internațional Ciudad Acuña (IATA: ACN, ICAO: MMCC) este un aeroport din Coahuila, Mexic ce deservește zona Ciudad Acuña⁠(d). A fost numit după zona deservită.
Situat la o altitudine de 352 m, aeroportul dispune de o singură pistă. Este operat de Administradora Coahuilense de Infraestructura y Transporte Aéreo⁠(d).